# Лизакевич, Василий Григорьевич
Василий Григорьевич Лизакевич (1737 — 1815) — российский дипломат, Действительный статский советник (с 1799 года). Родился на Украине в казацко-старшинской семье.

## Биография
В 1758 году поступил на службу в Коллегию иностранных дел Российской империи.
С 1760 года прикомандирован к миссии в Гааге.
В 1764 году был переведён в миссию в Лондоне и работал в британской столице вплоть до октября 1800 года (с перерывом в 1770—1771 годах). С 1766 года переводчик, с 1770 года — титулярный советник.
В 1770—1771 годах Лизакевич принимал участие в Первой Архипелагской экспедиции русского флота, предпринятой в ходе русско-турецкой войны 1768—1774 годов.
В 1775 году был назначен советником посольства в Лондоне. В качестве поверенного в делах неоднократно замещал посланников в Лондоне (в 1775—1777 годах, 1778, 1785 и 1800 году).
В августе 1800 года Лизакевич был назначен посланником в Дании и в сентябре того же года, после захвата Англией Мальты и последовавшего после этого понижения уровня дипломатических представительств, по указанию из Санкт-Петербурга спешно покинул Великобританию.
После отъезда В. Г. Лизакевича в посольстве не осталось ни одного чиновника, могущего выполнять дипломатические обязанности и тогда 29 сентября 1800 года решением императора неофициальным российским представителем в Лондоне назначили протоирея при церкви русской миссии в Лондоне Смирнова Якова Ивановича.
Российскую миссию в Дании Лизакевич возглавлял вплоть до 1815 года.
Братом В. Г. Лизакевича был другой российский дипломат Яким Григорьевич Лизакевич — поверенный в делах в Генуэзской республике в 1794—1797 годах (до её оккупации Францией), чрезвычайный посланник и полномочный министр в Сардинии в 1802—1809 годах.